# Гіллкрест-Гайтс (Флорида)
Гіллкрест-Гайтс (англ. Hillcrest Heights) — місто (англ. town) в США, в окрузі Полк штату Флорида. Населення — 243 особи (2020).

## Географія
Гіллкрест-Гайтс розташований за координатами 27°49′27″ пн. ш. 81°32′2″ зх. д. / 27.82417° пн. ш. 81.53389° зх. д. (27.824185, -81.533970).  За даними Бюро перепису населення США в 2010 році місто мало площу 0,41 км², уся площа — суходіл. В 2017 році площа становила 22,53 км², з яких 0,41 км² — суходіл та 22,11 км² — водойми.

## Демографія
Згідно з переписом 2010 року, у місті мешкали 254 особи в 97 домогосподарствах у складі 72 родин. Густота населення становила 615 осіб/км².  Було 131 помешкання (317/км²).
Расовий склад населення:
| - 96,1 % — білих - 2,8 % — чорних або афроамериканців - 0,4 % — корінних американців |

До двох чи більше рас належало 0,0 %. Частка іспаномовних становила 5,9 % від усіх жителів.
За віковим діапазоном населення розподілялося таким чином: 21,7 % — особи молодші 18 років, 59,8 % — особи у віці 18—64 років, 18,5 % — особи у віці 65 років та старші. Медіана віку мешканця становила 43,8 року. На 100 осіб жіночої статі у місті припадало 101,6 чоловіків;  на 100 жінок у віці від 18 років та старших — 99,0 чоловіків також старших 18 років.
Середній дохід на одне домашнє господарство  становив 80 950 доларів США (медіана — 69 375), а середній дохід на одну сім'ю — 96 323 долари (медіана — 83 750). Медіана доходів становила 54 500 доларів для чоловіків та 43 958 доларів для жінок. За межею бідності перебувало 9,3 % осіб, у тому числі 15,8 % дітей у віці до 18 років та 2,6 % осіб у віці 65 років та старших.
Цивільне працевлаштоване населення становило 140 осіб. Основні галузі зайнятості: освіта, охорона здоров'я та соціальна допомога — 25,7 %, мистецтво, розваги та відпочинок — 14,3 %, роздрібна торгівля — 13,6 %, науковці, спеціалісти, менеджери — 13,6 %.